# Zeche Fortuna (Bochum)
Die Zeche Fortuna im Bochumer Stadtteil Weitmar ist ein ehemaliges Steinkohlenbergwerk. Das Bergwerk wurde bereits 1822 namentlich erwähnt und war mit Unterbrechungen etwa 30 Jahre in Betrieb.

## Bergwerksgeschichte
Am 16. April des Jahres 1827 erfolgte die Verleihung eines Längenfeldes. Etwa um das Jahr 1835 erfolgte die Lösung durch den Hasenwinkel-Himmelscroner Erbstolln. Am 1. Juli 1840 wurde das Bergwerk in Betrieb genommen, es wurde ein Stollen in westlicher Richtung aufgefahren und ein Förderschacht geteuft. In diesem Jahr wurden 402 preußische Tonnen Steinkohle gefördert. Im Jahr 1842 stieg die Förderung an auf 14.451 preußische Tonnen Steinkohle. Dies sind auch die letzten bekannten Förderzahlen des Bergwerks. Ende Oktober 1845 wurde das Bergwerk stillgelegt und Schacht und Stollen wurden verfüllt.
Im Jahr 1855 wurde das Bergwerk zunächst in Fristen erhalten und am 3. Mai desselben Jahres wurde die Erweiterung Fortuna Beilehn verliehen. Am 14. März 1856 erfolgte unterhalb der Stollensohle die Konsolidation zur Zeche Hasenwinkel. In den Jahren 1863 und 1867 war das Bergwerk nachweislich in Betrieb. Im Jahr 1869 wurde das Bergwerk erneut in Fristen erhalten. Nach dem Jahr 1875 wurde die Zeche Fortuna in den Unterlagen nicht mehr genannt.
Der Schacht hatte eine Teufe von 75 m und einen Durchmesser von etwa 4,50 m. Er wurde 1999 durch Verpressung gesichert.